# Masakra w Amritsarze
Masakra w Amritsarze – rzadziej znana jako masakra w Jallianwala Bagh, została dokonana 13 kwietnia 1919 roku w mieście Amritsar w północnych Indiach przez żołnierzy brytyjskich i Gurkhów przeciwko nieuzbrojonym cywilom – sikhom, muzułmanom i hindusom – protestującym przeciwko uwięzieniu dwóch indyjskich przywódców narodowych. Wśród zabitych i rannych byli mężczyźni, kobiety i dzieci.

## Przyczyny
W 1919 roku w Indiach doszło do masowych protestów w całym kraju, zainicjowanych przez Indyjski Kongres Narodowy przeciwko tzw. ustawie Rowlatta, która umożliwiała aresztowanie osób uznanych za terrorystów, złemu traktowaniu indyjskich weteranów służących podczas I wojny światowej, oraz aresztowaniu lokalnych przywódców indyjskiego ruchu narodowego w Amritsar, Saifuddina Kitchlewa i Satyapala.
Początkowo pokojowa demonstracja wkrótce przerodziła się w przemoc, w wyniku której zginęło kilku Europejczyków a Marcella Sherwood, misjonarka Kościoła Anglii, została ciężko pobita, co doprowadziło zaostrzenia represji w Indiach. Gubernator Pendżabu, sir Michael O’Dwyer, ogłosił stan wojenny. Generał brygady Reginald Dyer z sąsiedniego kantonu Dżalandhar przejął kontrolę nad miastem. Rozkaz, który otrzymał od O'Dwyera, brzmiał:
„Niedozwolone są żadne pochody ani zgromadzenia. Do wszystkich zgromadzeń należy strzelać”.

## Masakra
Masakra miała miejsce w otoczonym murem parku Jallianwala Bagh. Do kompleksu prowadziło pięć wąskich wejść, z których tylko cztery były otwarte. Generał Reginald Dyer poprowadził do parku oddział 50 żołnierzy Gurkhów i Sikhów uzbrojonych w karabiny i samochód pancerny z karabinem maszynowym. Ponieważ samochód pancerny nie mógł przejechać przez bramę, nie został użyty. Po południu w kompleksie Jallianwala Bagh zebrało się około 15 000 do 20 000 osób, z których dwie trzecie pochodziło z Amritsar. Tylko część osób przybyła, aby wysłuchać przemówień na temat protestu przeciwko ustawie Rowlatta, pozostali byli przypadkowymi osobami znajdującymi się w parku, z których większość nie wiedziała o wprowadzeniu stanu wojennego.
Po dotarciu żołnierzy do parku Dyer natychmiast nakazał bez ostrzeżenia strzelać do zgromadzonego tłumu aż do wyczerpania amunicji. Oddano 1650 strzałów. Brytyjskie wojska opuściły park, nie licząc poległych ani nie udzielając pomocy rannym. Generał został później usunięty ze swojego stanowiska przez władze brytyjskie ale ten krok był mocno spóźniony. Według oficjalnych danych, 379 pokojowych demonstrantów i przypadkowych przechodniów zginęło, a 1200 zostało rannych. Debata na temat rzeczywistej liczby ofiar wciąż trwa (według strony indyjskiej życie straciło ok. 1000 osób).

## Po masakrze
Masakra w Amritsarze stała się punktem zwrotnym w stosunkach brytyjsko-indyjskich i przyczyniła się do osłabienia rządów Korony Brytyjskiej w Indiach.
Masakra wzmogła nastroje nacjonalistyczne w całych Indiach i miała duży wpływ na postawę późniejszego lidera ruchu oporu - Mahatmę Gandhiego. Podczas I wojny światowej Gandhi popierał Brytyjczyków licząc na uzyskanie przez Indie częściowej autonomii ale po tragedii w Amritsar przekonał się, że tylko całkowita niepodległość Indii może zapobiec takim zdarzeniom w przyszłości i kilka lat później rozpoczął swoją kampanię obywatelskiego nieposłuszeństwa, dzięki której Indie stały się w 1947 w pełni suwerennym państwem.